# Pentas tibestica
Pentas tibestica är en måreväxtart som beskrevs av Quezel. Pentas tibestica ingår i släktet Pentas och familjen måreväxter. Inga underarter finns listade i Catalogue of Life.